# Boethius (månkrater)
För andra betydelser, se Boethius (olika betydelser).
Boethius är en nedslagskrater på månen. Boethius har fått sitt namn efter filosofen Boethius.